# Birthday (Katy Perry)
Birthday is een nummer van de Amerikaanse zangeres Katy Perry. Het is geschreven door Perry, Gottwald, Martin, McKee en Walter en geproduceerd door Dr. Luke, Martin en Cirkut. Het nummer is de vierde officiële single van Perry's vierde studioalbum Prism, dat op 18 oktober 2013 uitkwam.

## Hitnoteringen

### Nederlandse Top 40
| Hitnotering: 19-04-2014 t/m 17-05-2014 | Hitnotering: 19-04-2014 t/m 17-05-2014 | Hitnotering: 19-04-2014 t/m 17-05-2014 | Hitnotering: 19-04-2014 t/m 17-05-2014 | Hitnotering: 19-04-2014 t/m 17-05-2014 | Hitnotering: 19-04-2014 t/m 17-05-2014 | Hitnotering: 19-04-2014 t/m 17-05-2014 |
| Week:                                  | 1                                      | 2                                      | 3                                      | 4                                      | 5                                      |                                        |
| -------------------------------------- | -------------------------------------- | -------------------------------------- | -------------------------------------- | -------------------------------------- | -------------------------------------- | -------------------------------------- |
| Positie:                               | 39                                     | 38                                     | 35                                     | 35                                     | 40                                     | uit                                    |

### NederlandseSingle Top 100
| Hitnotering: (Week 1 t/m 9) 19-04-2014 t/m 14-06-2014 Hitnotering: (Week 10) 05-07-2014 | Hitnotering: (Week 1 t/m 9) 19-04-2014 t/m 14-06-2014 Hitnotering: (Week 10) 05-07-2014 | Hitnotering: (Week 1 t/m 9) 19-04-2014 t/m 14-06-2014 Hitnotering: (Week 10) 05-07-2014 | Hitnotering: (Week 1 t/m 9) 19-04-2014 t/m 14-06-2014 Hitnotering: (Week 10) 05-07-2014 | Hitnotering: (Week 1 t/m 9) 19-04-2014 t/m 14-06-2014 Hitnotering: (Week 10) 05-07-2014 | Hitnotering: (Week 1 t/m 9) 19-04-2014 t/m 14-06-2014 Hitnotering: (Week 10) 05-07-2014 | Hitnotering: (Week 1 t/m 9) 19-04-2014 t/m 14-06-2014 Hitnotering: (Week 10) 05-07-2014 | Hitnotering: (Week 1 t/m 9) 19-04-2014 t/m 14-06-2014 Hitnotering: (Week 10) 05-07-2014 | Hitnotering: (Week 1 t/m 9) 19-04-2014 t/m 14-06-2014 Hitnotering: (Week 10) 05-07-2014 | Hitnotering: (Week 1 t/m 9) 19-04-2014 t/m 14-06-2014 Hitnotering: (Week 10) 05-07-2014 | Hitnotering: (Week 1 t/m 9) 19-04-2014 t/m 14-06-2014 Hitnotering: (Week 10) 05-07-2014 | Hitnotering: (Week 1 t/m 9) 19-04-2014 t/m 14-06-2014 Hitnotering: (Week 10) 05-07-2014 | Hitnotering: (Week 1 t/m 9) 19-04-2014 t/m 14-06-2014 Hitnotering: (Week 10) 05-07-2014 |
| Week:                                                                                   | 1                                                                                       | 2                                                                                       | 3                                                                                       | 4                                                                                       | 5                                                                                       | 6                                                                                       | 7                                                                                       | 8                                                                                       | 9                                                                                       |                                                                                         | 10                                                                                      |                                                                                         |
| --------------------------------------------------------------------------------------- | --------------------------------------------------------------------------------------- | --------------------------------------------------------------------------------------- | --------------------------------------------------------------------------------------- | --------------------------------------------------------------------------------------- | --------------------------------------------------------------------------------------- | --------------------------------------------------------------------------------------- | --------------------------------------------------------------------------------------- | --------------------------------------------------------------------------------------- | --------------------------------------------------------------------------------------- | --------------------------------------------------------------------------------------- | --------------------------------------------------------------------------------------- | --------------------------------------------------------------------------------------- |
| Positie:                                                                                | 100                                                                                     | 78                                                                                      | 69                                                                                      | 56                                                                                      | 80                                                                                      | 69                                                                                      | 58                                                                                      | 75                                                                                      | 76                                                                                      | uit                                                                                     | 99                                                                                      | uit                                                                                     |